# Хёугли, Сверре
Сверре Хёугли (норв. Sverre Haugli, р. 2 октября 1982, Норвегия) — норвежский конькобежец, участник чемпионатов мира и Европы 2007 и 2008 годов. Тренер Петер Мюлер. Младшая сестра — Марен Хёугли, также конькобежка.